# Кінсеміль
Кінсеміль (ісп. Quincemil) — селище у передгір'ї перуанських Анд, адміністративний центр району Каманті у провінції Кіспіканчі на сході регіону Куско.

## Клімат
Селище знаходиться у зоні, котра характеризується морським кліматом. Найтепліший місяць — листопад із середньою температурою 23.9 °C (75 °F). Найхолодніший місяць — червень, із середньою температурою 20.6 °С (69 °F).
| Клімат Кінсеміля        | Клімат Кінсеміля | Клімат Кінсеміля | Клімат Кінсеміля | Клімат Кінсеміля | Клімат Кінсеміля | Клімат Кінсеміля | Клімат Кінсеміля | Клімат Кінсеміля | Клімат Кінсеміля | Клімат Кінсеміля | Клімат Кінсеміля | Клімат Кінсеміля | Клімат Кінсеміля |
| Показник                | Січ.             | Лют.             | Бер.             | Квіт.            | Трав.            | Черв.            | Лип.             | Серп.            | Вер.             | Жовт.            | Лист.            | Груд.            | Рік              |
| Середня температура, °C | 23               | 23               | 23               | 23               | 22               | 21               | 21               | 22               | 23               | 23               | 24               | 23               | 22               |
| Норма опадів, мм        | 934              | 749              | 641              | 451              | 330              | 368              | 318              | 326              | 342              | 615              | 548              | 932              | 6554             |
| ----------------------- | ---------------- | ---------------- | ---------------- | ---------------- | ---------------- | ---------------- | ---------------- | ---------------- | ---------------- | ---------------- | ---------------- | ---------------- | ---------------- |
| Джерело: Weatherbase    |                  |                  |                  |                  |                  |                  |                  |                  |                  |                  |                  |                  |                  |